# David Davis (håndboldspiller)
 For alternative betydninger, se David Davis. (Se også artikler, som begynder med David Davis)
David Davis Cámara (født 25. oktober 1976 i Granollers, Catalonien) er en spansk håndboldtræner og tidligere håndboldspiller for det spanske herrehåndboldlandshold. Han spillede venstre fløj.
Davis er af ækvatorialguineansk afstamning.

## Aktiv karriere
Som aktiv spillede Davis længst tid for BM Valladolid og BM Ciudad Real. På det spanske landshold var han med til at blive verdensmester i 2005 efter 40-34 over Kroatien.
Ved OL 2008 i Beijing blev Spanien nummer fire i indledende pulje, men besejrede derpå Sydkorea i kvartfinalen. I blev det til nederlag til Island, hvorpå Spanien vandt 35-29 over Kroatien i kampen om tredjepladsen og sikrede sig dermed bronze.

## Trænerkarriere
Davis blev i 2014 assistenttræner for det makedonske herrehold RK Vardar i Skopje. Den 3. november 2016 blev han så træner for den makedonske kvindeklub ŽRK Vardar, som er blandt Europas bedste håndboldklubber.
I 2018 blev han træner for MVM Veszprém KC i Ungarn og Egyptens herrehåndboldlandshold.